# Nicky Jam : Le Gagnant
 (septembre 2024).
Si vous disposez d'ouvrages ou d'articles de référence ou si vous connaissez des sites web de qualité traitant du thème abordé ici, merci de compléter l'article en donnant les références utiles à sa vérifiabilité et en les liant à la section « Notes et références ».
Nicky Jam : Le Gagnant (Nicky Jam : El Ganador) est une série télévisée biographique américano-colombienne-vénézuélienne basée sur la vie du chanteur de reggaeton, l'un des pionniers du genre, Nicky Jam.
La série est réalisée par Jessy Terrero, créée par Jessy Terrero et Jorge Dorantes et produite par Endemol Shine Boomdog pour Telemundo et Netflix. Le tournage a commencé le 15 janvier 2018 et la série comporte 13 épisodes. Les 13 épisodes sont disponibles depuis le 30 novembre 2018 sur Netflix. La série sera aussi diffusée aux États-Unis sur Telemundo.

## Synopsis
La série raconte l’histoire de Nicky Jam, un jeune américain né à Lawrence, dans le Massachusetts, d’une mère dominicaine et d’un père portoricain. Le jeune homme a eu une enfance très difficile, car il a grandi dans un environnement marqué par la drogue et le crime, puisqu'il vivait dans une ville dangereuse et que ses parents utilisaient des substances illicites. Lorsqu'il a eu environ 8 ans, il est allé vivre sur l'île de Porto Rico avec son père José Rivera et sa sœur, Stephanie après le divorce de leurs parents. Ce sera à San Juan, Porto Rico où il passera le plus clair de sa vie. Dès son plus jeune âge, il s’intéresse à la musique urbaine, commence à chanter des genres tels que le reggaeton et le rap quand il est adolescent et attire ainsi l’attention de plusieurs producteurs et chanteurs importants de Porto Rico de l’époque. À environ 19 ans, il forme un duo musical avec l'artiste renommé Daddy Yankee, appelé Los Cangris. Ce duo était l’un des meilleurs du genre urbain à cette époque jusqu’à la fin des conflits entre artistes. Cependant, Nicky à partir d'un jeune âge a utilisé un médicament appelé percocet pour lequel il a développé une dépendance très forte à cette pilule et cela l’a blessé dans sa vie personnelle et dans sa carrière artistique, qui l'empêche d'aller au fond des choses. Mais l'artiste se déplace à Medellín, en Colombie, où il commence son processus de réhabilitation pour s'éloigner de la drogue. Déjà réhabilité, Nicky décide de s'essayer à nouveau dans le monde de la musique. Sa carrière commence à atteindre le sommet.

## Distribution
- Nicky Jam : Lui-même
- Essined Aponte : Aleysha

- Avery Rodríguez : Nicky (garçon)
- Darkiel : Nicky (jeune)

- Diego Cadavid : Juan Diego
- José Arroyo : Daddy Yankee
- Osvaldo Friger : Alberto Stylee
- Elyfer Torres : Julia
- Ana Lucía Domínguez
- Néstor Rodulfo : Cutí
- Leli Hernández : Stephanie